# 4177 Kohman
4177 Kohman è un asteroide della fascia principale. Scoperto nel 1987, presenta un'orbita caratterizzata da un semiasse maggiore pari a 3,3077186 UA e da un'eccentricità di 0,2829397, inclinata di 17,15893° rispetto all'eclittica.